# Subhan Kuli Khan
Subhan Kuli Khan fou kan de Bukharà (1681-1702), fill de Nadhr Muhammad ibn Din Muhammad i germà i successor d'Abd al-Aziz Khan.
Va succeir al seu germà Abd al-Aziz quan aquest va adoptar la decisió d'abdicar, va preparar el viatge (1680) i va sortir al començament del 1681 acompanyat de 300 pelegrins. Només prendre possessió de Bukharà va nomenar al seu fill Iskandar com a khalkhan a Balkh. El 1683 Iskandar fou enverinat pel seu germa Mansur Sultan que es va proclamar kan a Balkh. Subhan Kuli no obstant va nomenar un altre fill pel càrrec, anomenat Ibeidulla Sultan (Ubayd Allah Sultan), però Mansur va planejar matar-lo igualment i durant quatre mesos va conservar el feu. Llavors es va produrir una conspiració i Mansur va ser mort pels conjurats quan anava a visitar a una tia. Subhan Kuli va nomenar llavors a un quart fill anomenat Sadik Sultan, que va tenir un govern anàrquic que va portar el desordre a Balkh; els assassins del seu germà foren espellats vius.
A l'inici del 1684 l'emperador mogol Aurangzeb va enviar l'ambaixador Zeberdest Khan amb elefants i regals a Bukharà i va sol·licitar la seva aliança contra els perses intentant que els uzbeks envaïssin el Khurasan. En aquest temps Anusha Khan de Coràsmia va continuar amb les ràtzies a territori de Bukharà i Subhan va haver de demanar l'ajut de Sadik Khan de Balkh. aquest va marxar amb el seu exèrcit però va saber pel camí els èxits d'Anusha (que havia ocupat Samarcanda) i que alguns emirs l'afavorien i altres s'havien revoltat obertament a Hissar i Khodjend, i va considerar més prudent retornar a Balkh. Subhan Kuli Khan va cridar llavors a Mahmud Jan Atalik, de la tribu dels Yuz, governador del Badakhxan, que va sortir amb les seves forces i va derrotar a Anusha a la plana de Gijuvan, obligant-lo a abandonar Samarcanda i retirar-se cap a Khivà; després va sotmetre als amirs rebels a Khodjend.
Subhan Kuli va decidir llavors castigar el seu fill, que l'havia traït. Sadik, assabentat, es va preparar per resistir. Va fer matar als seus dos germans Abd al-Ghani i Abd al-Kaiyum, i va enviar una ambaixada per negociar amb Aurangzeb. El 1685 Subhan Kuli Khan va iniciar les operacions avançant fins a Khan Abad, on va escriure una carta al seu fill al que va oferir el perdó si hi anava; Sadik el va anar a veure i fou rebut cordialment pel seu pare però en un moment determinat fou capturat i encadenat i enviat a una fosca i apartada presó; el kan va fer matar als col·laboradors del fill en mig de terribles turments; Sidik va morir al cap de tres mesos d'empresonament (1686). Subhan va quedar amb el control de Balkh.
El 1686 Anusha Khan de Khivà va fer una nova incursió a Bukharà i va arribar fins a les portes de la capital. El kan va enviar contra els corasmis a Mahmud Jan Atalik, que finalment els va poder derrotar. Mahmud fou recompensat amb el govern de Balkh que va afegir al seu govern de Badakhxan (i on hauria designat delegat a un altre Mahmud Jan). Llavors el kan va sortir per combatre la rebel·lió que des de feia set anys sostenia al districte d'Hissar Kara Alchin bey. El rebel fou assetjat a la fortalesa de Naaman o Jebel, al Badakhxan; el setge va durar uns mesos i durant aquest temps el cap rebel, que comptava amb el suport de Yar Muhammad, governador de Juzgun, va instigar a aquest a fer dues incursions a Kunduz i Kashim, en territori de Mahmud Jan, però finalment, després de diversos assalts, la fortalesa fou conquerida i el cap rebel va morir a la lluita; el seu cap fou enviat a Bukharà.
En aquest temps hi va haver lluites civils entre les tribus uzbekes dels Ming (Miñ) i dels Quiptxaq, els primers habitant el territori de Maymana i Andkhuy i els altres a la regió de Balkh. Mentre Subhan Kuli, va fer una peregrinació a Mashad i Anusha Khan va aprofitar la seva absència per fer un nou atac arribant altre cop prop de Bukharà, però fou el seu darrer intent, ja que fou derrotat severament (1687) i una sèrie d'amirs als quals agents de Bukharà havien estat temptejant, van aprofitar el moment per deposar-lo i matar-lo en un cop d'estat, sent substituït pel seu fill Erengh Sultan (Arang Muhammad Khan).
Pensant que la pau estava assegurada per aquest costat, Subhan va enviar el seu exèrcit al Khurasan (vers 1688), com havia promès als ambaixadors d'Aurangzeb. L'exèrcit estava dirigit per Mahmud Jan (el governador delegat de Balkh), i va assolar la província fent molts presoners; la població més important capturada fou Bala Murghab; però llavors Erengh Khan va continuar la política paterna i va aprofitar l'absència de les tropes bukharianes per envair el kanat. Subhan Kuli va organitzar la defensa com va poder durant deu dies i va cridar a Mahmud Jan Atalik de Badakhxan en ajut; Mahmud Jan Atalik va arribar a temps i va derrotar els corasmis sota les muralles de Bukharà, i els va empaitar cap a Coràsmia.
Després d'això es va produir la revolta de diversos begs o amirs que es van apoderar de Bukharà, però altre cop Mahmud Jan va acudir amb les seves forces i els va derrotar. Mahmud va obtenir del kan el perdó pels rebels excepte pel seu cap (1689). Un temps després va morir Mahmud Jan, que governava Balkh en nom de Mahmud Jan Atalik, i aquest va agafar el govern directament. Atalik portava el títol de Umdetul Dewlet (Suport de l'Estat). Sota el seu govern la regió que dominava va obtenir una notable prosperitat, però no fou gaire popular entre els begs i notables uzbeks. Va haver de fer nombroses expedicions contra les turbulentes tribus de la regió, i especialment contra Yar Muhammad, governador de Juzgun, que s'havia apropiat de les mines de Badakhxan. Els mateixos amirs de la regió de Balkh van organitzar bandes de saquejadors.
Agents de Subhan Kuli van organitzar a Khivà una revolució que va acabar amb l'assassinat del kan Erengh (1691). Els colpistes van enviar una delegació a Bukharà que va oferir al kan encunyar moneda i llegir la khutba amb el seu nom, i li va demanar nomenar un governador. Subhan Kuli vba designar a Shah Niaz Ishak Aka (Shah Niyaz Ishaq Aga, o Shah Niyoz Khan Aqa) i sembla que Khivà va restar subjecte a Bukharà fins al final del regnat de Subhan.
Subhan Kuli va tenir relacions diplomàtiques amb el sultà otomà Ahmet II (1691-1695) que li va enviar un ambaixador de nom Mustafà Xaush amb diversos regals. S'esmenta llavors un país de nom Kerim, no localitzat, que havia reconegut a Subhan Kuli, i que probablement era un territori dominat pels quirguisos.
Mahmud Jan Atalik cansat de combatre contra les tribus i els amirs deslleials va demanar al kan d'enviar al seu net Mekim Sultan, fill d'Iskandar Sultan, per assolir el govern de Balkh; el kan va refusar inicialment al·legant que el príncep era massa jove, però després la turbulència dels amirs va augmentar i alguns van arribar a assetjar la ciutadella i altres van proclamar a un príncep de nom Khoja Salih Sultan (la mare del qual era filla de Nadhr Khan ibn Din Muhammad) al que van treure d'un monestir de dervixos, i van escriure a Subhan queixant-se de Mahmud Jan Atalik. El kan sembla que els va escoltar i els amirs van agafar confiança i van aixecar les tribus de la part muntanyosa del Badakhxan, el Kuhistan-i Badakhxan, que van assolar Kunduz, que era part dels dominis de Mahmud Jan Atalik. Aquest va deixar el govern de Balkh en mans de dos dels seus homes de confiança i va marxar per pacificar el seu domini principal de Badakhxan. Khoja Salih Sultan no va tardar a dominar Balkh. L'abandonament per Mahmud del govern de Balkh va disgustar al kan, que va sospitar que estava aliat a Khoja Salih Sultan. El kan va reunir un gran exèrcit va creuar l'Oxus i es va dirigir a Balkh. Mentre Salih Sultan va escriure a Mahmud Jan Atalik i li va explicar que ell no s'havia proclamat kan de Balkh voluntàriament sinó que havia estat portat a aquesta situació per altres i li demanava ajut. Atalik, indignat amb el kan que havia malinterpretat els seus actes, va reunir 70 homes i en tres dies es va presentar a Balkh, eludint el bloqueig que Subhan Kuli havia imposat a la ciutat i arribant a la ciutadella on fou rebut amb gran joia perquè des de l'arribada del kan Subhan Kuli, la ciutat estava sent saquejada per una part de les forces d'aquest (kazakhs, karakalpaks i altres no esmentades) cosa que havia portat a la població i notables locals a enyorar el seu govern. No obstant el kan, dominava la ciutat i assetjava la ciutadella. Mahmud Jan Atalik era un habil militar i va derrotar diverses vegades als assetjant en sortides de molta audàcia; finalment Mahmud va donar una orde decisiva: els turcmans, beduïns aàrbs i altres nòmades aliats havien d'atacar de nit a les forces del kan i dispersar els seus cavalls i camells; els nòmades van complir amb l'objectiu. El kan finalment va haver de sol·licitar la pau, en la que Mahmud només li va imposar la retirada.
Llavors Mahmud Jan Atalik va retornar a Kunduz, on va seguir governant amb energia. Salih Sultan va poder restar en el poder a Balkh però no va poder imposar orde i Atalik va demanar altre cop al kan, per mitjà dels seus enviats Shah Niyaz i Adil, el nomenament del seu net Mekim, al que va prometre assegurar el govern. El kan li va demanar que primer apartés del poder a Salih Sultan cosa que Atalik va fer sense gaire dificultat, i el va enviar amb tots els honors a l'Índia.
Mekim va arribar a Balkh amb el títol de kalkhan, acompanyat per Adil com atalik i Shah Niyaz com a diwan. Els dos cortesans, oblidant el que devien a Mahmud, van aconseguir només en un any separar a Mekim dels consells d'Atalik, i encara pitjor, va fer aliança amb la família de Kurma Beg, enemics declarats d'aquell. Es va queixar a Mekim del que només va rebre una resposta evasiva. Mahmud Jan Atalik va marxar llavors a Balkh i estava a punt d'esclatar la guerra quan Shah Niyaz va morir sobtadament i Adil no tenia prou influència davant altres faccions; així la pau va quedar restaurada i Atalik va retornar al Badakhxan.
Mekim Sultan va governar a Balkh en endavant, però amb dificultats per la continuada turbulència dels seus soldats i feudataris. Al mig d'aquestos conflictes els perses de Khurasan van envair la província i van arribar fins a Maymana i Jijektef. Mahmud Jan Atalik fou cridat altre cop al rescat; com sempre Mahmud va derrotar els enemics externs (i interns) i va restaurar la pau; Mekim el va recompensar amb valuosos regals, retornant després a Kunduz.
Subhan Kuli Khan va morir el 1702 a l'edat de 80 anys, havent regnat 31 anys a Bukharà i 23 a Balkh, kanat considerat en aquell temps el "delfinat" de Bukharà. Encara que valent no tenia grans capacitat militars; era, això si, molt devot de l'islam i aficionat a les discussions teològiques; va escriure també algunes poesies i una obra sobre medicina. Va construir palaus i mesquites i fou el fundador d'una de les principals madrasses de Bukharà. El va succeir el seu fill petit Muhammad Ubaidullah I.